# Bès (dopływ Midouze)
Bès (lub Bez) – rzeka we Francji, przepływająca przez teren departamentu Landy, o długości 32 km. Stanowi dopływ rzeki Midouze.